# Hirotonire
Hirotonirea (din greacă χειροτονία, transliterat: cheirotonía, „punerea mâinilor”) este procedeul prin care un laic devine cleric. Componenții clerului (diaconul, preotul și episcopul) sunt hirotoniți în timpul Sfintei Liturghii de un episcop, care, de obicei, este asistat de câțiva preoți. În concordanță cu învățăturile de credință, procesul hirotonirii începe în comunitatea locală, dar numai episcopul singur, care acționează în numele întregii Biserici, poate finaliza acest demers. Hirotonirea este în credința ortodoxă și catolică una din cele șapte Taine ale Bisericii.

### Hirotonirea preotului

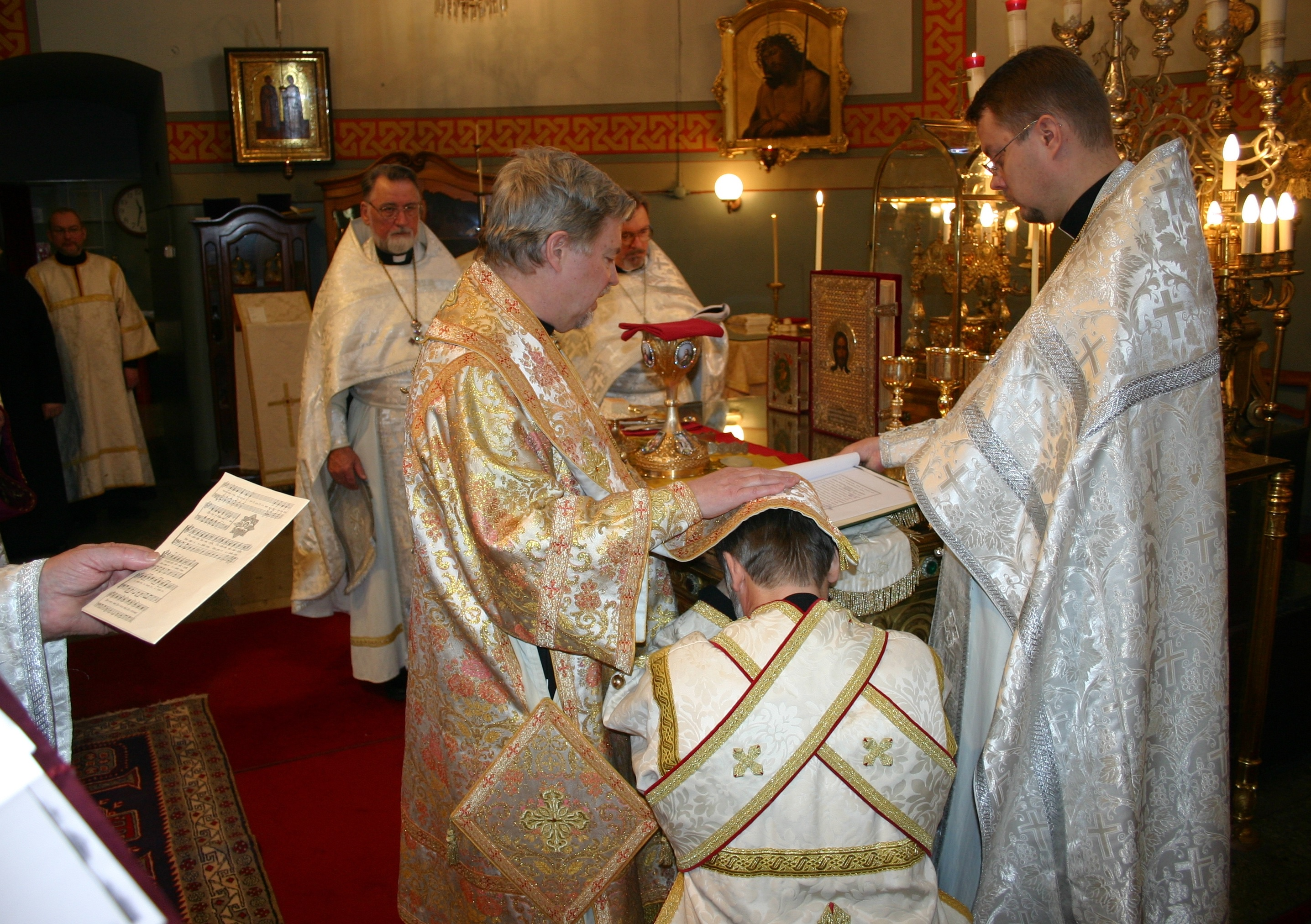
Hirotonirea unui preot.

În timpul slujbei de hirotonire întru preoție, un preot conduce candidatul, care, apoi, îngenunchează și își pune capul pe altar. Episcopul își pune patrafirul și mâna dreaptă pe capul candidatului pentru a primi Sfântul Duh. Întreaga comunitate prezentă la hirotonire își mărturisește lucrarea Sfântului Duh spunând la unison "Vrednic este!" (în greacă 'Axios'). Episcopul dă veșmintele sfinte proaspătului preot, care, apoi, primește Sfânta Împărtășanie și spune o rugăciune specială. Prin hirotonire, oameni care au fost aleși din rândul credincioșilor sunt deosebiți pentru slujbele bisericii. Timp îndelungat, un candidat la preoție va urma cursurile unui seminar.

### Hirotonirea episcopului
Candidații la episcopie sunt hirotoniți de regulă de cel puțin alți doi episcopi. În mod excepțional, de exemplu în vreme de prigoană, hirotonirea episcopală poate fi făcută de un singur episcop.
Veșmintele neliturgice ale episcopului includ: camilafca și epanokameloukion (voal) (care sunt prinse împreună și formează klobuk în tradiția rusă), împreună cu mantia, toate acestea fiind specifice monahismului.